# Ellie Kanner
Ellie Kanner, algunas veces acreditada como Ellie Kanner-Zuckerman, es una directora de cine y televisión, y exdirectora de casting estadounidense.

## Carrera
Kanner creció en Bloomfield, Connecticut. Desde pequeña, quería mudarse a Los Ángeles y perseguir una carrera en la industria del entretenimiento. Ella es judía.
Asistió a la Universidad Estatal del Sur de Connecticut antes de transferirse a la Universidad de Pasadena City. Dejó los estudios y fue contratada por un agente de Irvin Arthur Associates, una agencia de talentos que representaba a celebridades como Ellen DeGeneres, Marsha Warfield, Shelley Berman y Dick Shawn. Dejó pronto la compañía para convertirse en directora de casting. Como directora de casting, eligió el elenco para los episodios pilotos de las series de televisión The Drew Carey Show, Sabrina, cosas de brujas, Tres para todo, Sexo en Nueva York y Friends. Ganó un Premio de la Casting Society of America por su trabajo en esta última serie.
Otros créditos televisivos de Kanner son Lois y Clark: Las nuevas aventuras de Superman, The Great War and the Shaping of the 20th Century, Clueless, Time Trax, Special Unit 2 y La zona muerta. También fue directora de casting para películas como High Strung (1991), Sleep with Me (1994), Kicking and Screaming (1995), MVP: Most Valuable Primate (2000) y Air Bud: World Pup.
En 2001, Kanner dirigió su primera película titulada Rachel's Room. La película incluía el primer gran papel de Maggie Grace y el primer crédito de guion de Liz Tigelaar. Su siguiente película Italian Ties (2001) fue protagonizada por Scott Baio y Meat Loaf. Sus otros trabajos coo directora son Crazylove (2005) protagonizada por Reiko Aylesworth y Bruno Campos, Wake (2009) protagonizada por Bijou Phillips y Ian Somerhalder, For the Love of Money (2012) con Edward Furlong y James Caan, y Authors Anonymous (2014) protagonizada por Kaley Cuoco, Dylan Walsh, Chris Klein, y Dennis Farina.
En cuanto a la televisión, ha dirigido episodios de The Division, La zona muerta, Boston Legal, Greek y Wildfire.

## Vida personal
Kanner está casada con el productor y guionista de televisión David Zuckerman. Tienen dos hijos, Zachary y Adam. Ella y su marido pertenecen a la Congregación Reconstruccionista Kehillat Israel de Pacific Palisades.